# Sagittarius A*

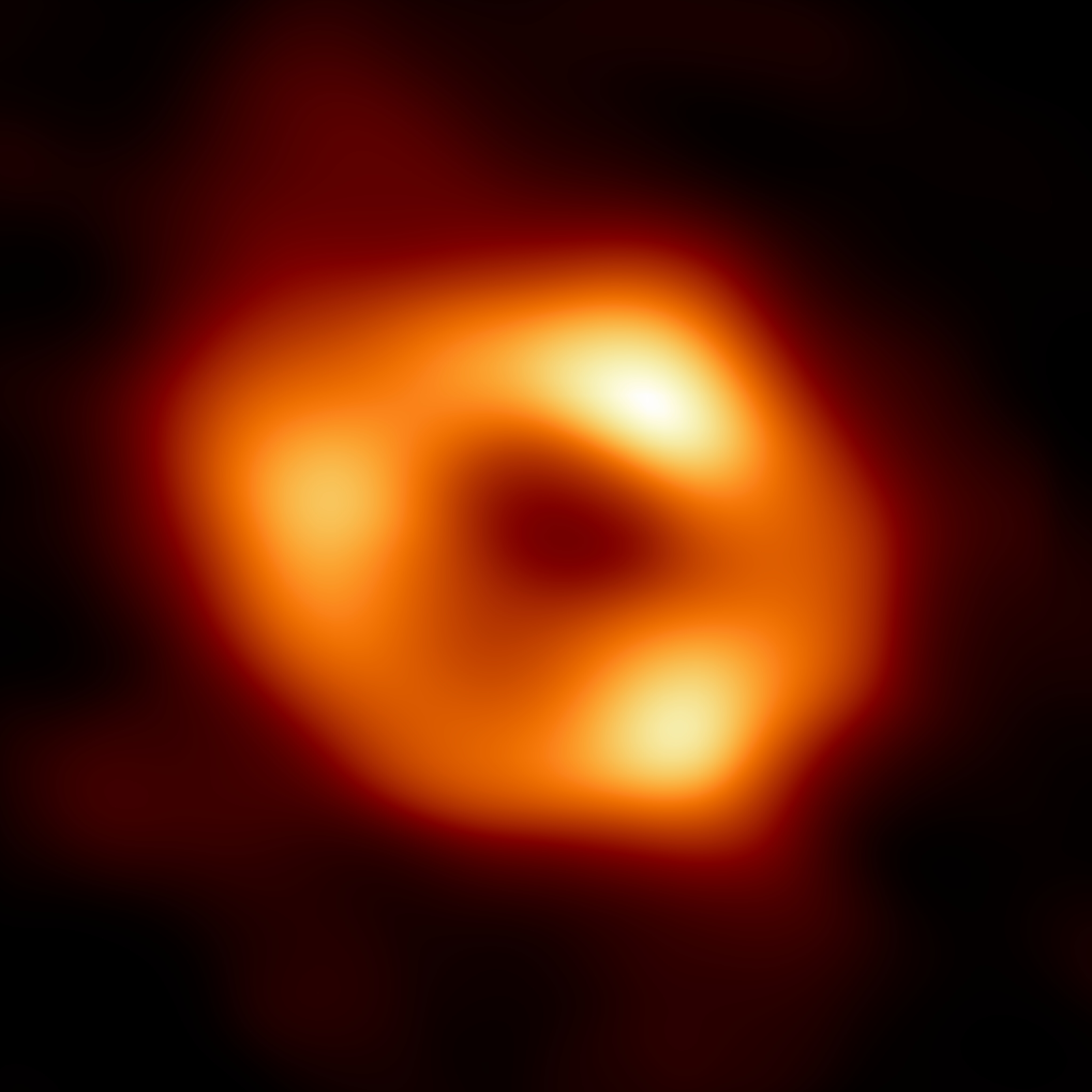
Sagittarius A* - obraz z EHT zrobiony w 2022

Sagittarius A* (w skrócie Sgr A*) – obiekt astronomiczny, który jest jasnym i bardzo zwartym źródłem radiowym w centrum Drogi Mlecznej, częścią większej struktury astronomicznej (Sagittarius A). Odległość do źródła wynosi około 8 kpc (2,4×1017 km). Radioźródło zawiera supermasywną czarną dziurę cięższą od Słońca około 4,31±0,06 miliona razy (masa Słońca to około 2×1030 kg). Jej promień oszacowano na około pół minuty świetlnej (0,06 j.a.) – trzynastokrotność promienia Słońca. Badania wskazują również, że czarna dziura zwiększyła swoją masę 2 do 4 razy w ciągu ostatnich 5-10 miliardów lat, poprzez pochłanianie pobliskich gwiazd.

## Historia

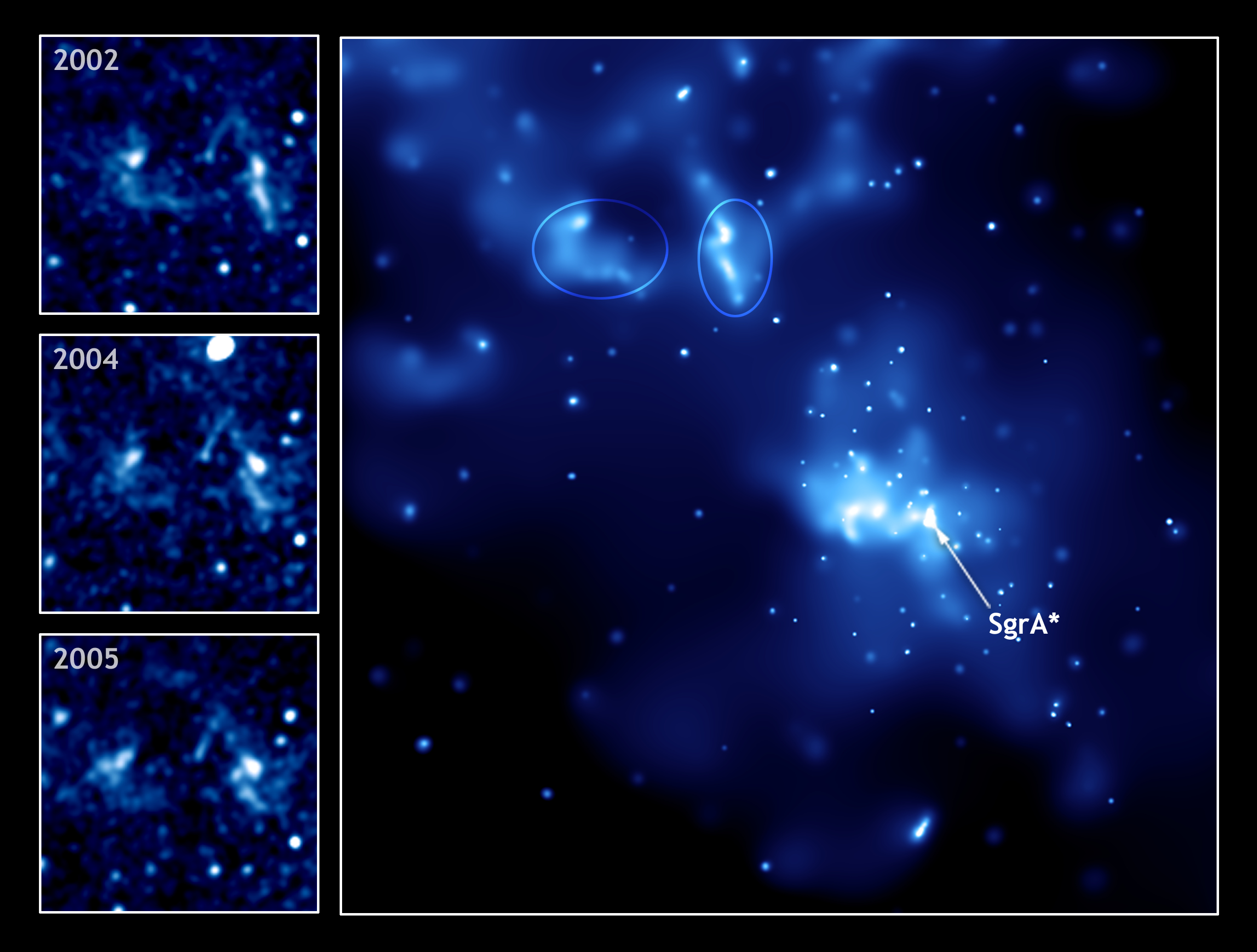
Sagittarius A* (w środku) i dwa jasne źródła z wybuchów (zaznaczone elipsami)

Idea poszukiwania czarnej dziury w centrum naszej Galaktyki narodziła się, gdy odkryto czarne dziury w innych galaktykach, w szczególności w kwazarach. W roku 1971 Donald Lynden-Bell i Martin Rees zaproponowali przeprowadzenie w tym celu obserwacji radiowych. Kilka grup radioastronomów podjęło to wyzwanie i w roku 1974 Balick i Brown odkryli jasne, zwarte (o rozmiarze kątowym mniejszym niż 0,1″ łuku) radioźródło, położone w dynamicznym centrum Galaktyki. Badania przy pomocy techniki VLBI pozwoliły na jeszcze dokładniejszą ocenę rozmiaru źródła: jest to zaledwie 0,126±0,017 milisekundy łuku na długości fali 3,5 mm (Shen i in. 2005), co odpowiada rozmiarowi 10 minut świetlnych.
Źródło świeci nie tylko radiowo i na falach milimetrowych, odkryto emisję w zakresie podczerwieni, i nawet w obserwacjach wysokiej rozdzielczości źródło jest widoczne jako punktowe. Promieniowanie rentgenowskie Sagittarius A* udało się zaobserwować dopiero przy użyciu teleskopu Chandra. Jasność źródła jest bardzo mała, ok. 1033 erg/s. Kolejne obserwacje przyniosły odkrycie, że źródło rentgenowskie zmienia swoją jasność. Odkryto dwa silne pojaśnienia o czynnik około 100, natomiast słabe rozbłyski obserwowane są niemal codziennie. Emisja w podczerwieni jest także zmienna, ale w znacznie mniejszym stopniu, o kilkadziesiąt procent.
W zakresie optycznym Sagittarius A* nie może być obserwowany ze względu na bardzo dużą ekstynkcję międzygwiazdową w kierunku centrum Galaktyki (ok. 30 wielkości gwiazdowych w barwie V).

## Otoczenie Sagittarius A*

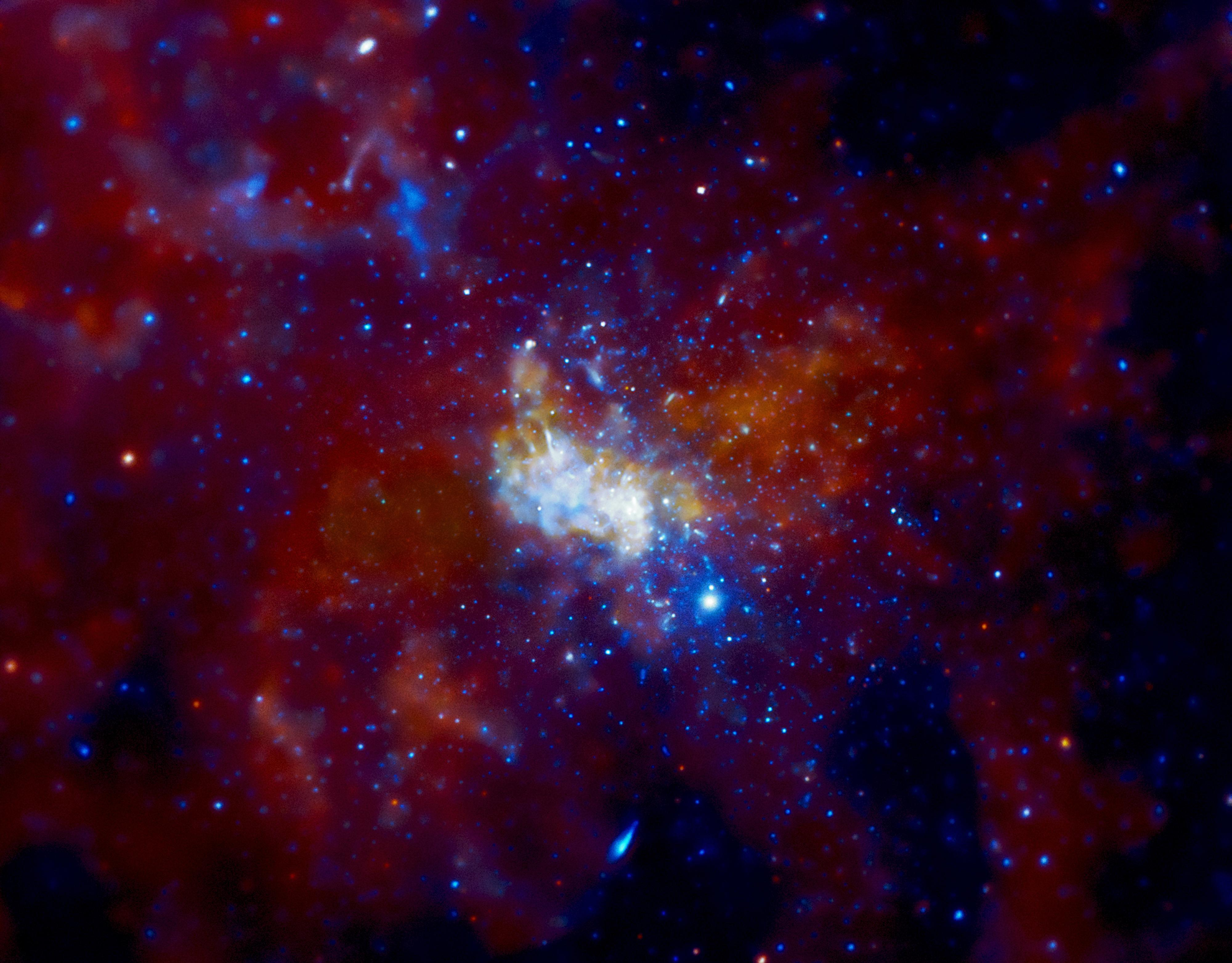
Otoczenie Sagittarius A* (Chandra)

Gwiazdy poruszające się wokół Sagittariusa A* – zarejestrowane w 2018 roku

Centrum Galaktyki zawiera ogromne ilości gwiazd, gazu i pyłu, w tym szereg niezwykle ciekawych obiektów. W bezpośredniej bliskości czarnej dziury, w obszarze o rozmiarze 1 parseka istnieją tysiące gwiazd. Możliwość prowadzenia obserwacji w zakresie podczerwieni z odpowiednio dużą zdolnością rozdzielczą (1″ łuku odpowiada rozmiarowi ok. 0,04 pc, czyli 1,2×1012 km), przy pomocy aktywnej optyki, pozwala na ich badanie. Część z tych gwiazd to stare gwiazdy ciągu głównego, ale są też liczne gwiazdy młode, typu OB lub typu Wolfa-Rayeta. Istnienie tych gwiazd i ich zadziwiająca kinematyka są zagadką dla ekspertów. Młode gwiazdy charakteryzuje silna utrata masy w formie wiatru gwiazdowego – pojedyncza gwiazda może tracić nawet od 10-6 nawet do 10-4 masy Słońca na rok, a prędkości wiatru mogą osiągać nawet 3000 km/s. Wiatry wiejące z różnych gwiazd mogą zderzać się ze sobą. Zatem nic dziwnego, że okolice czarnej dziury wypełnione są gorącą plazmą. Świecenie tego gazu obserwuje się w zakresie promieniowania rentgenowskiego, co pozwala na określenie jego gęstości i temperatury – z pomiarów przy pomocy satelity Chandra wynika, że w obszarze o rozmiarze 1,4” łuku średnia gęstość plazmy to ok. 100 cząstek na cm3, a temperatura wynosi średnio nieco ponad 10 mln K. Materia ta może, choć nie musi, opadać na centralną czarną dziurę. Wydaje się, że właśnie znaczna część tej gorącej plazmy unika (przynajmniej obecnie) wpadnięcia do czarnej dziury i dlatego obserwowane świecenie źródła Sagittarius A* jest takie słabe. Są pewne argumenty obserwacyjne za tym, że nie zawsze tak było (a zatem pewnie nie zawsze tak będzie). Obserwacje okolicznych obłoków molekularnych sugerują, że widzimy w nich odbicie światła, które zostało wysłane przez Sagittarius A* około 300-400 lat wcześniej niż światło widoczne przy bezpośredniej obserwacji. Źródło to było wtedy ok. 100 000 razy jaśniejsze niż obecnie.
Dane z teleskopu Chandra pozwoliły ocenić, że w tym obszarze mniej więcej raz dziennie występują rozbłyski rentgenowskie. Prowadzone badania sugerują, że wokół Sagittarius A* znajduje się olbrzymi rezerwuar setek bilionów planetoid i komet przechwyconych od ich pobliskich gwiazd macierzystych. Obiekty takie, jeśli wcześniej przydarzyło im się bliskie spotkanie z większym obiektem jak planeta czy gwiazda, mogą zostać skierowane w kierunku czarnej dziury. Jeżeli planetoida bądź kometa zbliży się na odległość 100 milionów kilometrów od czarnej dziury, zostanie rozerwana na strzępy przez grawitację czarnej dziury. W wyniku tarcia powstałego podczas przechodzenia przez rozrzedzony, gorący gaz spływający na czarną dziurę, te rozfragmentowane cząstki odparowują przypominając ziemskie meteory. Gdy szczątki obiektów zostają ostatecznie pochłonięte przez czarną dziurę, powstają obserwowane przez Chandrę rozbłyski rentgenowskie.
Wokół Sagittarius A* zaobserwowano również obiekt, który otrzymał oznaczenie G2, i który został początkowo zidentyfikowany jako chmura gazu o masie sięgającej trzech mas Ziemi. W momencie odkrycia G2 zbliżała się w kierunku czarnej dziury z prędkością 8 milionów km/h po bardzo wydłużonej orbicie. Prędkość ta dwukrotnie wzrosła od początku obserwacji w 2005. G2 składa się głównie z wodoru i helu. W 2013 G2 znajdowała się w odległości 40 miliardów kilometrów od horyzontu zdarzeń, a czubek „obłoku” skierowany w stronę czarnej dziury zaczął się strzępić. Sądzono, że G2 może zostać rozerwana na dwie części, z których jedna utworzy dysk akrecyjny, a druga zostanie odrzucona i nie powróci więcej w okolice czarnej dziury. Potężne siły pływowe miały kompresować gaz, podnosząc jego temperaturę z 550 K do milionów stopni, co wzbudziłoby emisję promieniowania rentgenowskiego. Obserwacje z 2014 wskazują jednak na to, że G2 przetrwała praktycznie nienaruszona zbliżenie do czarnej dziury. Na podstawie tych obserwacji astronomowie wysnuli teorię, że wewnątrz chmury gazu i pyłu znajduje się gwiazda, która powstała w wyniku połączenia się składników układu podwójnego spowodowanego oddziaływaniem grawitacyjnym supermasywnej czarnej dziury.